# جورجي فلوريسكو
جورجي فلوريسكو (بالرومانية: George Florescu)‏ (21 مايو 1984 كلوج نابوكا مملكة رومانيا - ) هو لاعب كرة قدم روماني، يلعب كلاعب وسط.

## وصلات خارجية
جورجي فلوريسكو على موقع الاتحاد الأوربي (الإنجليزية)
- جورجي فلوريسكو على موقع اتحاد أوكرانيا (الإنجليزية)
- جورجي فلوريسكو على موقع إي إس بي إن إف سي (الإنجليزية)
- جورجي فلوريسكو على موقع قاعدة بيانات كرة القدم.إي يو (الإنجليزية)
- جورجي فلوريسكو على موقع ناشيونال فوتبول تيمز (الإنجليزية)
- جورجي فلوريسكو على موقع Soccerway.com (الإنجليزية)
- جورجي فلوريسكو على موقع عالم كرة القدم.نت (الإنجليزية)